# DBZ weckruf magazin
Das DBZ weckruf magazin ist ein deutschsprachiges, überregionales Fachmagazin für die Backbranche, das alle zwei Wochen erscheint. Die Zielgruppe sind Handwerksbäcker sowie kleine und mittelständische Betriebe im Bäckerhandwerk in Deutschland, Österreich und der Schweiz. Das Magazin erscheint bei der Inger Verlagsgesellschaft mbH. Chefredakteur und Geschäftsführer des Verlages ist Monika Kordhanke. Das DBZ weckruf magazin ist Mitglied des IVW, pro Ausgabe werden an die 4000 Exemplare (Q3/2019) verbreitet.

## Geschichte
Das heutige DBZ weckruf magazin hat seine Wurzeln im Jahre 1912. Es war die Bäckergilde Münster, die auf einem Obermeistertag den Antrag stellte, doch eine eigene Fachzeitung zu installieren. Zwar wurde daraus zunächst nichts, auf Initiative der Bäckerinnung Witten kam es 1913 dann aber doch zur Gründung des neuen Fachblattes. Seinem ursprünglichen Namen „Weckruf“ machte der Titel immer wieder alle Ehre – schon ganz am Anfang, als es um das Sonntagsbackverbot in den Bäckereien und Konditoreien ging, die Inflation nach dem Ersten Weltkrieg oder das Zugabeverbot.
Bis 1935 konnte der Weckruf immer mehr zum Bindeglied zwischen Betrieben und Berufsstandorganisation werden. In der Zeit des Nationalsozialismus wurde die Fachzeitung jedoch ein Opfer der Gleichschaltung des Pressewesens. Die Rheinische Bäcker- und Konditorenzeitung sowie der westfälische Weckruf, beide von den Bäckerinnungsverbänden herausgegeben, wurden dem damals ins Leben gerufenen Reichsinnungsverband des Bäckerhandwerks unterstellt.
Nach dem Kriegsende beantragten die Bäckerinnungsverbände Nordrhein und Westfalen-Lippe gemeinsam eine Lizenz für eine Fachzeitung. Am 1. Oktober 1948 durften sie in 14-täglicher Erscheinungsweise Mitteilungsblätter herausbringen, eine zusätzliche Genehmigung der Militärregierung ermöglichte es für Nordrhein und Westfalen-Lippe zudem, eigene Ausgaben herauszubringen – freilich unter der Kontrolle der Besatzungsbehörde, die ein Auge darauf hatte, dass nicht etwa Tagesnachrichten oder andere redaktionelle Inhalte den Weg ins Blatt fanden, sondern vielmehr Verordnungen, Anordnungen, Verfügungen und sonstige Hinweise auf die Ernährungswirtschaft. Von jeder Ausgabe erhielt die Militärregierung zwei Belegexemplare.
In der ersten Mitgliederversammlung des Bäckerinnungsverbandes Westfalen-Lippe nach dem Krieg wurde einstimmig der Gründung des Rheinisch-Westfälischen Bäckerverlags zugestimmt. Ab 1949 konnte der redaktionelle Teil des Weckrufs leicht erweitert werden und erhielt die Lizenz zur wöchentlichen Erscheinungsweise. In der Folge entwickelte sich der Weckruf zur Fachzeitschrift, die „Höhen und Tiefen, Entwicklungen und Erfindungen unserer Branche hautnah miterlebt“ hat, wie Peter Becker, Präsident des Zentralverbands des Deutschen Bäckerhandwerks e. V., in seinem Grußwort zum hundertjährigen Jubiläum im Jahr 2013 schrieb.
Seit Januar 1974 trug die Fachzeitschrift den Titel Deutsche Bäcker Zeitung Weckruf – ihre Leserschaft hatte sie da bereits in der ganzen Bundesrepublik gefunden. Im November 1976 wurde die Bäckerinnung Berlin Gesellschafterin des Rheinisch-Westfälischen Bäckerverlags, der 1984 zur Deutschen Bäckerverlag GmbH umfirmierte. In der Folge wurde die Fachzeitschrift Verbandsorgan für verschiedene Verbände in Deutschland. Seit 1980 erschienen die Titelseiten vierfarbig, oft mit neuen Gebäckideen auf entsprechend farbigen Rezeptstudio. Viele Produkte entstanden im zeitungseigenen DBZ-Backstudio. Die Beilagen Ausbildungsinfo (AI) und Frau in der Bäckerei (FiB) entstanden 1984. Bereits seit 1948 wurde zudem das Jahrbuch mit sämtlichen Adressen der Bäcker- sowie der wichtigsten Handwerksorganisationen herausgegeben.
Mit der deutschen Wiedervereinigung konnte die Deutsche Bäcker Zeitung – Weckruf neue Leserschichten im Osten Deutschlands gewinnen. Zur ersten iba nach der Vereinigung präsentierte sich die DBZ 1992 mit einem neuen Layout. Ein Jahr später wurde das einmal monatlich erscheinende Sonderheft DBZ Spezial zu verschiedenen Themen auf den Markt gebracht. Aus ihm entwickelte sich letztlich das monatlich erscheinende DBZ magazin, neben dem die Wochenausgabe DBZ weckruf erschien.
Eine Veränderung brachte 2002 der Kauf der Deutschen Bäcker Zeitung durch die BackMedia Verlagsgesellschaft mbH. Verleger wurde Trond Patzphal. Im Juli 2012 fusionierten das DBZ magazin und die Wochenausgabe DBZ weckruf zum neuen DBZ weckruf magazin, das seither alle zwei Wochen erscheint. Anfang 2014 ging die BackMedia Verlagsgesellschaft mbH, Bochum, in der INGER Verlagsgesellschaft mbH, Osnabrück, auf. Das DBZ weckruf magazin wird ebenso wie die Schwestertitel Bäckerzeitung mit Bäckerwelt, Artisan und Coffee Business weiterhin von Bochum aus produziert. Verlagsleiter und Chefredakteur ist seit Anfang 2014 Karsten Runge. Mit den Veränderungen, die das deutsche Bäckerhandwerk vor Herausforderungen stellen, hat sich auch das DBZ weckruf magazin im Januar 2014 neu aufgestellt. Neben dem praxisorientierten Schwerpunkt in den Bereichen Produzieren und Verkaufen sind auch die Rubriken Orientieren und Führen hinzugetreten.

## DBZ iba-trophy
Auf der Weltmesse für Bäckerei, Konditorei und Snacks, der iba, verlieh die INGER Verlagsgesellschaft (vormals Backmedia Verlagsgesellschaft) und das DBZ weckruf magazin bereits zum siebten Mal die DBZ iba-trophy. Der Innovationspreis für das Bäckerhandwerk zeichnet Aussteller auf der Messe für neue Entwicklungen und Lösungen für das Bäckerhandwerk aus. Er wird in den Kategorien Qualität & Produktivität, Energie & Umwelt, Digitalisierung sowie Hygiene verliehen. 2018 ging die trophy an Cetravac für den Snack UDO, König für die Teigbandanlage Artisan SFM im „Easy Clean“ Design, Kövy für die Dielenzuführ- und Entstapelungsanlage, Werner & Pfleiderer für den E-NSTRUCTOR und an WP Kemper und Zeppelin für den KROMix. Die Jury für die DBZ iba-trophy bestand 2018 aus Michael Wippler, Präsident des Zentralverbands des Deutschen Bäckerhandwerks, Prof. em. Dr. Dr. e. h. Friedrich Meuser, Unternehmensberater Wilfried Robertz, Dipl.-Ing. (FH) Siegfried Döbler, stellvertretender Leiter im Sachgebiet Backbetriebe des Fachbereiches Nahrungsmittel der Deutschen Gesetzlichen Unfallversicherung (DGUV), und Dipl.-Ing. Olaf Bauermann (IGV GmbH).